# Aeschynita-(Y)

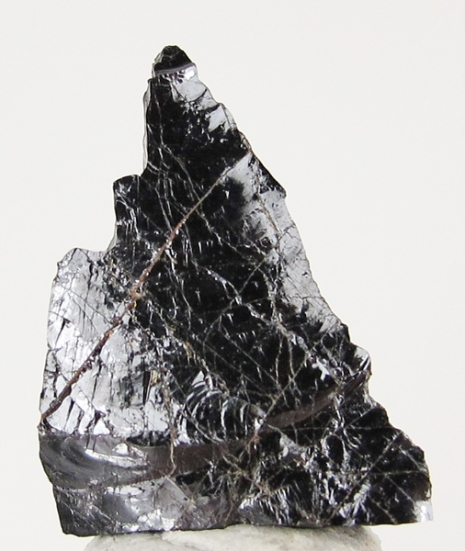
Aeschynita-(Y) procedente de la isla de Hidra (Noruega)

La aeschynita-(Y) es la forma mineral de un óxido múltiple de fórmula química (Y,Ca,Fe,Th)(Ti,Nb)2(O,OH)6.
Waldemar Christofer Brøgge, en 1879, realizó la primera descripción cristalográfica de este mineral, que posteriormente recibió el nombre de blomstrandina en honor a Christian Wilhelm Blomstrand (1826-1897), químico sueco que llevó a cabo su análisis elemental. En 1987, el mineral fue rebautizado como aeschynita-(Y) por la Asociación Internacional de Mineralogía (IMA), por su relación con la aeschynita-(Ce), pero con el itrio como el elemento de tierras raras dominante.

## Propiedades
La aeschynita-(Y) tiene color negro, negro parduzco, pardo, amarillo parduzco o amarillento. Es transparente o subtranslúcida y presenta brillo adamantino, resinoso.
Tiene dureza 5 - 6 en la escala de Mohs y una densidad entre 4,85 y 5,13 g/cm³. Por otra parte, es un mineral frágil de fractura irregular.
Cristaliza en el sistema ortorrómbico, clase dipiramidal.
En su composición los elementos mayoritarios son titanio (con un contenido de TiO2 entre el 27 y el 33%), itrio (contenido de Y2O3 en torno al 26%) y niobio (contenido de Nb2O3 entre el 18 y el 23%); también son relevantes los contenidos de torio, uranio, cerio y hierro.
Por otra parte, la aeschynita-(Y) el miembro más abundante del grupo mineralógico de la aeschynita, cuya composición corresponde a AD2O6 (A = Y, tierras raras, Ca, U y Th; D = Ti, Nb y Ta).
Forma dos series mineralógicas, una con la aeschynita-(Ce) y otra con la tantaloaeschynita-(Y).

## Morfología y formación
La aeschynita-(Y) forma cristales de hasta 10 cm, generalmente tabulares y ocasionalmente prismáticos. También puede aparecer formando grandes masas sin cristales perceptibles.
Se encuentra en pegmatitas graníticas y en granitos, así como en carbonatitas de ankerita-dolomita. También puede ser un mineral detrítico en placeres.
Puede aparecer asociada, entre otros, a euxenita-(Y), monazita, xenotima, allanita, zircón, fergusonita y torita.

## Yacimientos
Noruega cuenta con numerosos depósitos de este mineral. La localidad tipo, en la isla de Hidra, es una mina de feldespatos en una pegmatita granítica que contiene cristales de aeschynita-(Y) de más de 3 kg de peso; algunos de ellos llegan a pesar hasta 20 kg.
Otros importantes depósitos son los de las localidades de Arendal, Birkenes, Iveland y Risør (Aust-Agder).
En la República Checa hay aeschynita-(Y) en la cordillera Ještěd-Kozákov (región de Liberec) y en Třebíč (región de Vysočina), mientras que en Eslovaquia hay en Gemerská Poloma (región de Košice). Austria cuenta con diversos depósitos, sobre todo en el estado de Salzburgo (valles de Gastein, Rauris y Habach).
Fuera de Europa hay yacimientos en Madagascar, en las regiones de Itasy y Vakinankaratra. En México se localiza este mineral en la mina El Muerto (San Francisco Telixtlahuaca, Oaxaca).